# Deadpool: Wade Wilson’s War
Deadpool: Wade Wilson’s War (с англ. — «Дэдпул: Война Уэйда Уилсона») — ограниченная серия комиксов издательства Marvel Comics, созданная сценаристом Дуэйном Сверчински и художником Джейсоном Пирсоном. Состоящая из четырёх выпусков, серия была издана целиком под одной обложкой несколько раз, в том числе дважды в России.

## Персонажи
- Дэдпул / Уэйд Уилсон
- Меченый / Лестер
- Домино / Нина Турман
- Серебряный Соболь / Саблинова

## Сюжет
Дэдпул, в своей маске и форме офицера Армии США, даёт показания сенатской комиссии по поводу недавнего массового убийства людей в Мексике, в котором он принимал участие. По его словам, несколько лет назад он участвовал в секретном проекте американской армии по созданию суперсолдат, который назывался «Оружие Х». Другими участникам проекта были Домино, Меченый и Серебряный Соболь, каждый из которых получил те или иные суперспособности. Параллельно с этим, в неназванном месте Техаса, бывший куратор программы «Оружия Х» рассказывает свою версию событий. По его словам, эти четверо стали единственными выжившими в этом эксперименте, и действительно получили некоторые особые способности, но при этом превратились в законченных психопатов, возомнивших себя супергероями из комиксов. В финале, Дэдпул вместе с доставленной в качестве другого свидетеля Домино устраивают бойню в Сенате и эвакуируется на вертолёте, управляемом Соболем и Меченным, которые, по словам куратора ранее были убиты при побеге. Серия заканчивается сценой в психиатрической лечебнице, где Дэдпул представлен замотанным в бинты пациентом, Домино — его инертной соседкой по больнице, а глава комиссии Сената — надзирающим за ними санитаром. Перед Дэдпулом лежат рисунки, повторяющие весь сюжет серии. В ответ на вопрос: «Что же из этого реальность?», Дэдпул предлагает читателям решить самим, ибо: «жизнь такова, какой мы её делаем».

## История создания
По словам Сверчински, рассказать историю происхождения Дэдпула непросто: «Проблема в том, что он очень ненадёжный рассказчик. Конечно, он может рассказать вам всё о своём прошлом, но поверите ли вы ему?» Также сценарист признался, что черпал вдохновение в серии Deadpool 1997—1999 годов.

## Критика
На сайте Comic Book Roundup серия имеет оценку в 6,5 баллов из 10 возможных на основе 7 рецензий критиков. Издатель Panini Марко М. Лупой назвал серию «практически идеальным слепком мира Дэдпула». В обзоре для владивостокского магазина комиксов EPIC сказано: «Серьёзная и даже трагичная канва сюжета смешивается с безумием и фирменным стилем Дэдпула, превращая историю в истинный театр абсурда, за которым так интересно наблюдать».
Первый выпуск на сайте IGN получил оценку 6 из 10 и был назван «достаточно интересным чтением». В блоге The Weekly Crisis высказано такое мнение: «Это комикс с похмельем, эквивалент просмотра плохих боевиков, когда лень или слишком молод, чтобы оценить что-то лучше». В блоге Weekly Comic Book Review «легко усваиваемый» выпуск был рекомендован любителям персонажа. Отзыв на сайте cxPulp гласит: «Это довольно банальная история, в которой команда убийц выходит и что-то убивает».
Пирсоновский рисунок главного героя удостоился похвалы. Редактор сайта 13th Dimension назвал его «возможно, лучшим» изображением Дэдпула — «живым, интуитивным и странным».

## Коллекционные издания
На английском языке:
- Duane Swierczynski, Jason Pearson. Deadpool: Wade Wilson's War :  [англ.]. — Marvel Enterprises, 2010. — 112 с. — Hardcover. — Cont.: Deadpool: Wade Wilson’s War #1—4. — ISBN 0785145850. — ISBN 978-0785145851.
- Duane Swierczynski, Jason Pearson. Deadpool: Wade Wilson's War :  [англ.]. — Marvel Enterprises, 2011. — 112 с. — Paperback. — Cont.: Deadpool: Wade Wilson’s War #1—4. — ISBN 0785147136. — ISBN 978-0785147138.
- Duane Swierczynski, Jason Pearson. Deadpool: Wade Wilson's War :  [англ.]. — Hachette Partworks Ltd, 2011. — Vol. 63, no. 84 (4 March). — 136 с. — (Marvel Ultimate Graphic Novels Collection). — Paperback. — Cont.: Deadpool: Wade Wilson’s War #1—4, X-Men Origins: Deadpool. — ISBN 1909766232. — ISBN 978-1909766235.
- Deadpool Classic 17: Headcanon :  [англ.]. — Marvel Enterprises, 2017. — Vol. 17 (March). — 384 с. — (Deadpool Classic). — Paperback. — Cont.: Deadpool: Wade Wilson's war #1—4, Deadpool pulp #1—4, Night of the living Deadpool #1—4 and Return of the living Deadpool #1—4. — ISBN 9781302904302.
- Deadpool Minibus 0 :  [англ.] / Jeff Youngquist. — Marvel Enterprises, 2018. — 7 March. — 496 с. — Hardcover. — ISBN 978-1302910112.
- Duane Swierczynski, Jason Pearson. Wade Wilson's War :  [англ.]. — Hachette, 2021. — Vol. 43, no. 65 (3 March). — 112 с. — (The All Killer No Filler Deadpool Collection). — Hardcover. — Cont.: Deadpool: Wade Wilson’s War #1—4, material from Captain America: Who Won't Wield The Shield #1.

На испанском языке:
- Duane Swierczynski, Jason Pearson. 100% Marvel. Masacre: La guerra de Wade Wilson :  [исп.]. — Panini España S.A., 2011. — 16 febrero. — 96 с. — Paperback. — Cont.: Deadpool: Wade Wilson’s War 1—4. — ISBN 8498855942. — ISBN 9788498855944.
- Duane Swierczynski, Jason Pearson. Marvel Must-Have. Masacre: La guerra de Wade Wilson :  [исп.]. — PANINI ESPAÑA S.A., 2021. — 19 agosto. — 112 с. — Hardcover. — Cont.: Deadpool: Wade Wilson’s War 1—4. — ISBN 9788413349749. — ISBN 9788411017923.

На русском языке:
- Дуэйн Сверчински. Дэдпул: Война Уэйда Уилсона :  [рус.]. — М. : Панини Рус, Hachette, 2014. — Т. 21. — 136 с. — (Marvel. Официальная коллекция комиксов). — Твёрдый переплёт. — Содерж.: Deadpool: Wade Wilson’s War #1—4 ; X-Men Origins: Deadpool. — 22 200 экз.
- Дуэйн Сверчински. Дэдпул. Война Уэйда Уилсона :  [рус.] / под ред. Куликовой Марии. — Комильфо, 2018. — 136 с. — (Дэдпул. Избранное). — Мягкий переплёт. — Содерж.: Deadpool: Wade Wilson’s War #1—4 ; X-Men Origins: Deadpool. — 3500 экз. — ISBN 978-5-91339-666-2.